# Montí
Montí, o el Montí, és una muntanya ubicada entre els termes municipals d'Onda i de Tales, a la comarca de la Plana Baixa. Amb els seus 613 metres d'altura sobre el nivell de la mar s'erigeix com el cim onder més elevat i com un dels més destacats del territori taler.

## Toponímia
Algunes teories defenen que el topònim Montí deriva de mûtin, una paraula de l'àrab peninsular que significa 'la muntanya de fang'. La teoria es veuria reforçada per l'abundància d'argila en el paratge, ja descrita per Cavanilles al segle xviii.

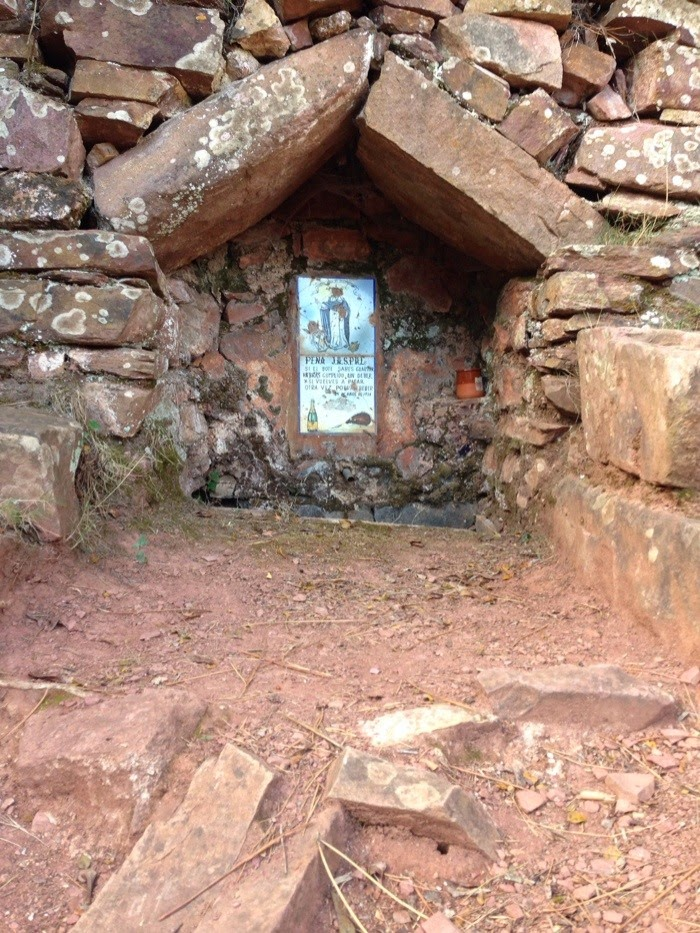
La font del Retor

## Llocs d'interés
Al Montí hi destaquen:
- L'ermita de santa Bàrbara, documentada des de l'any 1430,[3] va ser reformada en 1697, cremada en 1836 i, hui dia, està en ruïnes.
- La Font del Retor. Actualment assecada i amb un panell ceràmic de sant Vicent Ferrer, obra local de 1958.
- La calera. Forn de calç en ruïnes al cim d'un turonet dels contraforts del Montí.
- La cova de santa Bàrbara. Antiga mina recuperada recentment.[4]
- L'Alcornocar. Únic bosc de sureres del terme d'Onda, ubicat a la partida d'Artesola, a la pedania d'Artesa.
- Antic emissor de TVE. Situat a prop del cim de la muntanya, donava cobertura a Onda i a Artesa. Fou inaugurat el 1964.[5]

## Refranys
- Quan el Montí fa capell, pica espart i fes cordell.
- Qui té casa a la Moreria i vinya al Montí, lladre fi.